# 総括制御

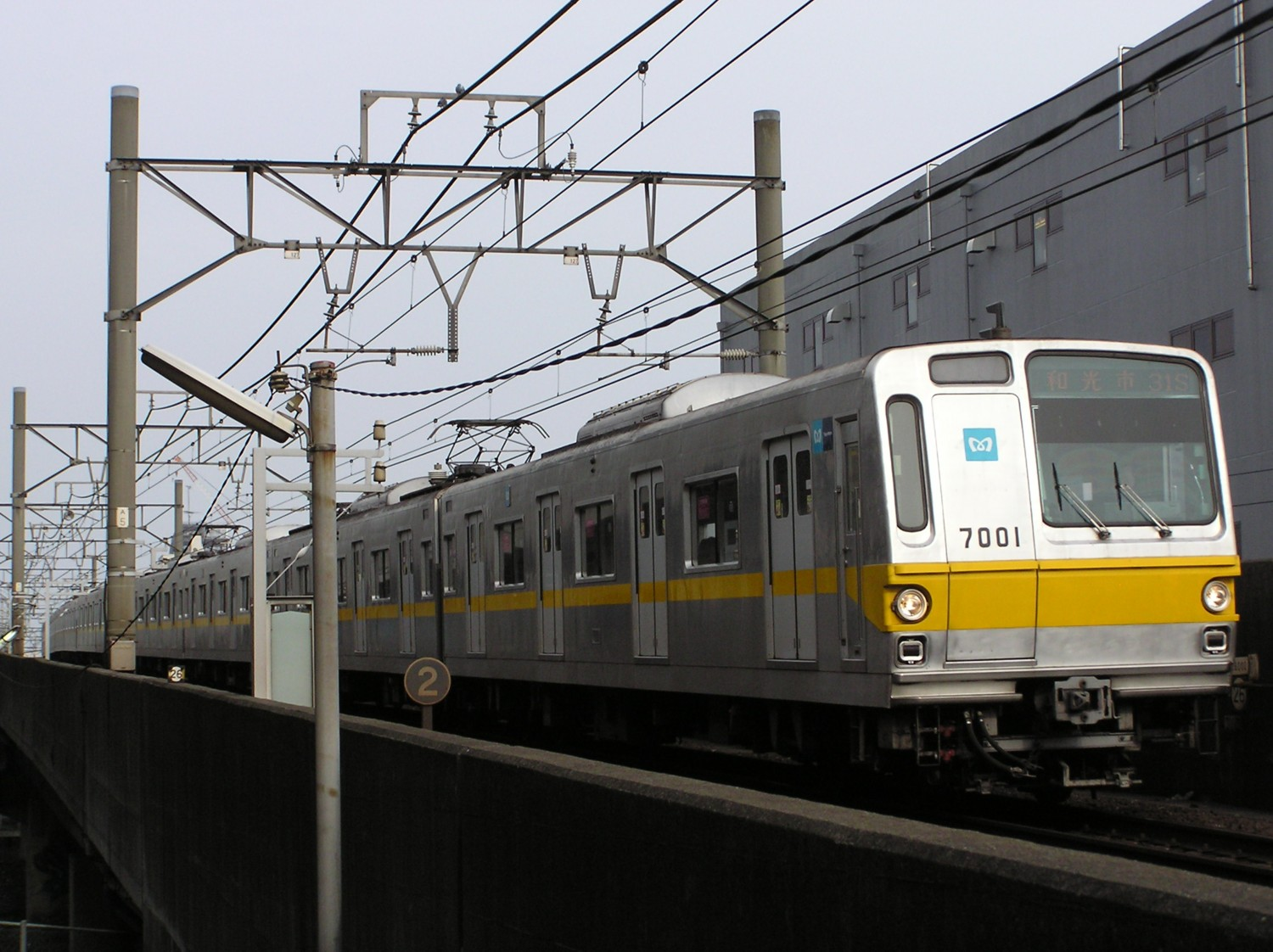
先頭車運転台からの総括制御で走行する電車（営団7000系電車）

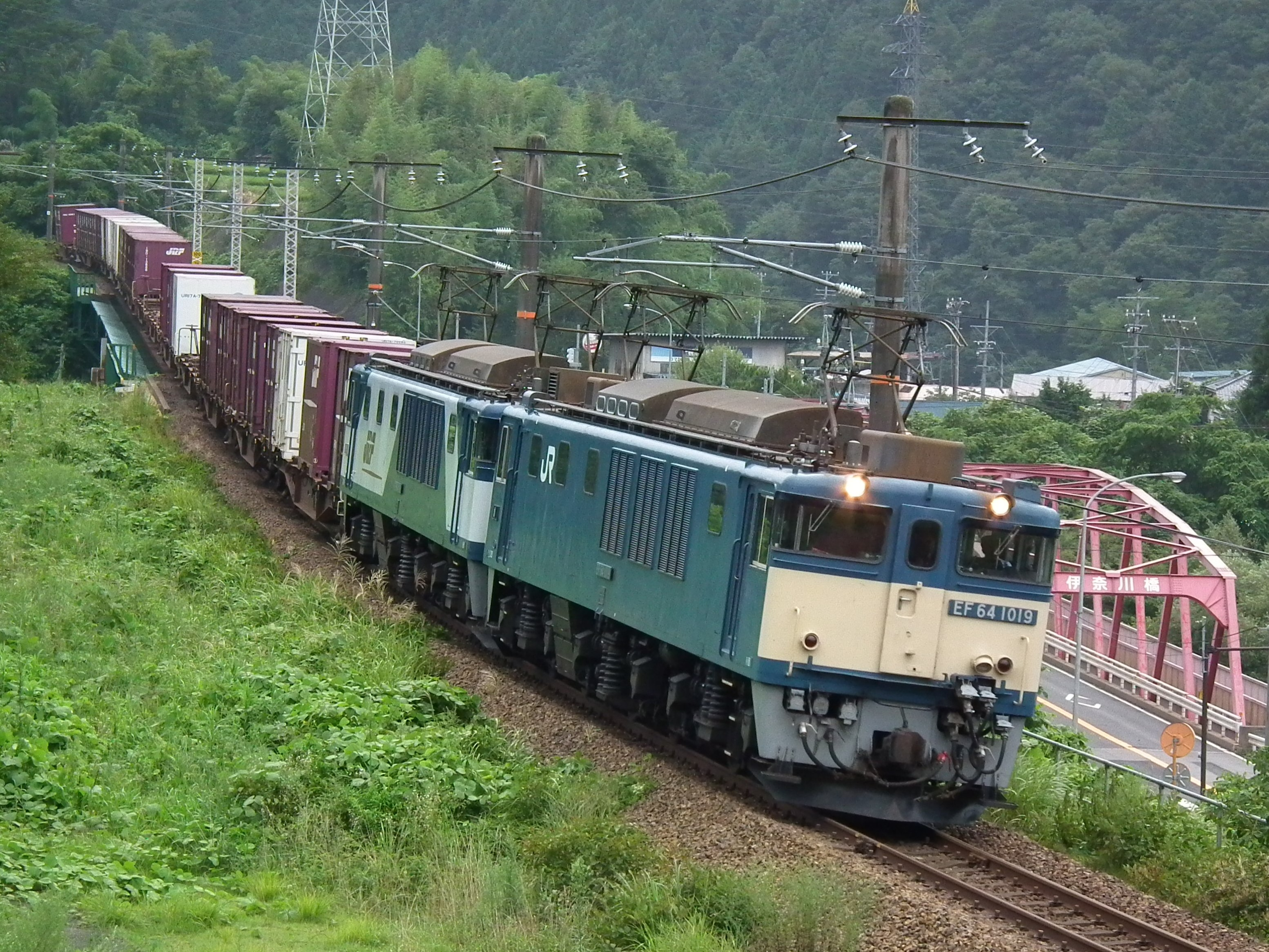
機関車の総括制御による重連運転（EF64）

総括制御（そうかつせいぎょ）は、鉄道車両の運行において、1人の運転士が複数の車両の動力を制御する制御方式のことである。

## 概要
総括制御が最初に試みられたのは電車で、フランク・スプレイグ (Frank Julian Sprague) がシカゴの高架鉄道用に1897年に開発したものであった。黎明期の電車における力行時の出力調整は、電車に搭載された複数の抵抗器の結線を、運転士のハンドルやレバー操作によりつなぎ変えることで電動機にかかる電圧・電流を段階的に変化させて速度を調整する直接制御式が一般的であった。この方式は簡便であったが、コントローラーで扱える電力には制約があり、大出力電動機の制御や複数車両の同時制御も困難であった。
スプレイグは、運転台上のコントローラー内部を抵抗を繋ぎ変える指令を送るだけのスイッチとし（マスター・コントローラー）、その指令を受けた各車の床下などに装備された主制御器が抵抗を繋ぎ変えるという方式にして、複数の電動車の同時制御を可能とした。前述の直接制御に対し、電動機の電流・電圧を間接的に制御することから間接制御式とも呼ばれる。

## 電気車
電車の総括制御は都市鉄道の発展とともに進化した。1903年、ゼネラル・エレクトリックはニューヨーク市地下鉄用に自動加速を行える総括制御装置を開発した。それ以前の電車の加速は運転手のコントローラーの切り替え速度に依存していた。ニューヨーク市地下鉄は当初から長大編成の電車の運行を計画していたために、目分量で切り替えを行う事は電動機や抵抗器の焼き付き、電力消費量を考えると適切ではなく、自動で加速を行う機構が必要とされたのである。電気車の技術が進展するにつれ、交流型電車の制御、発電ブレーキや回生ブレーキの使用、弱め界磁制御などの制御方式の展開が行われるが、スペースが限られ電動機が分散した電車でこういった制御が可能になったのは、総括制御方式が確立していたからにほかならない。こうしたメリットゆえ、総括制御を前提とした間接制御システムを備えた電車を導入する事は連結運転を行わない電鉄会社にとっても有利で、郊外を走行するため、高密度路線を除けば単行運転が主体であったインターアーバン路線でも盛んに採用された。
電気機関車の場合は1両当たりの出力が大きいものが多く扱う電流値も大きいが、低電圧・小電流の制御用電源でそれぞれの機関車の主制御器を同時に動作させる考え方は電車と共通である。

## 内燃車
輸送単位の増大によりディーゼル機関車や気動車も総括制御の必要に迫られたが、これらは噴射ポンプによる燃料供給量の制御（エンジン回転数制御）と、クラッチの断続や変速機での変速を全て機械的に行わなくてはならず、燃料噴射量や褶動抵抗（操作力）のばらつきなどから、タイミングを完全に揃えることが難しかった。
そこで、クラッチと変速機が不要となるガス・エレクトリックやディーゼル・エレクトリック方式などの電気式が、大出力向けを中心として普及していった。これは、複数あるエンジンの回転数と発電機出力の極性を制御するだけで良く、しかも多少の回転数（電圧）のばらつきはレギュレーターや電動機で十分吸収できるなど、電気車の技術を応用できる利点があった。しかし、発電機や電動機は電磁鋼と巻線で構成されており、重量が相応に大きくなるため、機関出力の小さい車両や小型・軽量化には向いておらず、軌道側の活荷重や橋梁の重量負担力も問われる。
一方、変速機を持つものの総括制御化も並行して開発が進められた。クラッチをつないでもエンストしない流体継手やトルクコンバータの実用化に伴い、それ自体のもつ変速効果で歯車選択式変速機を不要とし、同時に出力やタイミングのばらつきをも吸収することに成功した。総括制御の司令は、電気車や電気式気動車・ディーゼル機関車と同様、電気信号で送られるが、最終の機械的な操作部には電磁石や電磁弁と圧縮空気・油圧の組み合わせが用いられている。これらはトルクコンバータに変速機油を必要とすることから液体式や流体式などと呼ばれ、小型・軽量な車両向けに普及していった。日本の国鉄は、この方式で気動車とほとんどのディーゼル機関車の動力伝達装置を標準化した代表例とされ、現在のJR各社や第三セクター鉄道の気動車の多くもこの方式を踏襲している。その後の高速化や大出力化に際し、より幅広い変速比が必要な場合には、歯車の組み合わせを換える必要のない遊星歯車式変速機を追加する方式が採られており、変速段・直結段ともに複数段を持つまでに発展している。
これとは別に自動車のマニュアルトランスミッションそのものであった機械式の後継とも言えるオートメーテッドマニュアルトランスミッションを総括制御する方法も研究が進んでいる。近年の液体式も同様であるが、各入出力軸の回転数をセンシングし、中央のコンピュータによってエンジン回転（出力）、クラッチ操作、変速が制御できるようになったことで、伝達ロスの最も少ないこの方式が注目されるようになった。日本ではJR北海道キハ160形気動車がハイブリッド気動車への改造に際しアシストモーターとの組み合わせでデュアルクラッチトランスミッションを採用している。
電気・ディーゼルそれぞれの機関車も、総括制御の原理は電車・気動車と同じであるが、制御段数を細分化して空転を抑えるなど、大出力、高粘着に対応する様々な工夫がなされている。